# 戈斯勒群島
64°42′S 64°22′W / 64.700°S 64.367°W
戈斯勒群島是南極洲的群島，位於帕默群島的昂韋爾島，處於摩納哥角以西3公里，長6公里，該群島由德國探險隊發現和命名。